# Edgardo Bauza
Edgardo Bauza (n. 26 ianuarie 1958, Granadero Baigorria, Argentina) este un fost fotbalist și actual antrenor la Echipa națională de fotbal a Argentinei.